# (212924) Yurishevchuk
(212924) Yurishevchuk es un asteroide perteneciente al cinturón de asteroides, descubierto el 6 de enero de 2008 por el equipo de la Estación Zelenchukskaya, Cáucaso, Rusia.

## Designación y nombre
Designado provisionalmente como 2008 AK1. Fue nombrado en homenaje a Yuri Shevchuk (n. 1957) quien es un poeta, compositor y productor ruso, intérprete de rock de culto y líder durante mucho tiempo de la banda de rock DDT. También participa en la lucha por la libertad de expresión y la defensa de los valores culturales, participa en giras humanitarias en la antigua URSS y realiza donaciones a los soldados heridos.

## Características orbitales
Yurishevchuk está situado a una distancia media del Sol de 3,103 ua, pudiendo alejarse hasta 3,347 ua y acercarse hasta 2,858 ua. Su excentricidad es 0,079 y la inclinación orbital 10,835 grados. Emplea 1996,11 días en completar una órbita alrededor del Sol.

## Características físicas
La magnitud absoluta de Yurishevchuk es 15,31. 